# Michel Siffre
Michel Siffre (n. 3 ianuarie 1939, Nisa, Franța – d. 25 august 2024, Nisa, Franța) a fost un speolog francez, aventurier și om de știință. 

## Biografie
Michel Siffre s-a născut pe 3 ianuarie 1939 la Nisa, unde și-a petrecut copilăria. La doar 10 ani, el a explorat peștera din parcul Imperial și a ajuns astfel să fie pasionat de speologie. El a primit o diplomă de studii postuniversitare la Sorbona la șase luni după bacalaureat. Printre realizările sale este crearea Institutului Francez de Speologie (în franceză Institut Français de Spéléologie) în 1962.

## Opera
- Hors du temps. L'expérience du 16 juillet 1962 au fond du gouffre de Scarasson par celui qui l'a vécue, Julliard, 1963
- Des merveilles sous la terre, Hachette, cop. 1976
- Stalactites, stalagmites, cop. 1984
- L'or des gouffres: découvertes dans les jungles mayas, Flammarion, 1979
- Dans les abîmes de la terre, Flammarion, 1975
- La France des grottes et cavernes, Privat, 1999
- A la recherche de l'art des cavernes du pays Maya, A. Lefeuvre, 1979
- Découvertes dans les grottes mayas, Arthaud, 1993